# Carl Clauberg
Carl Clauberg (født 28. september 1898, død 9. august 1957) var en tysk læge som i det nazistiske Tyskland udførte flere eksperimenter på patienter og kz-lejre fanger i blandt andet blok 10 i Auschwitz. Han blev i 1933 medlem af det tyske nazistparti. Han fremstillede en døds-pille til SS-soldater, der ønskede en hurtig og smertefri død, hvis de fx var taget til fange og ikke ville afsløre noget.